# Partamona peckolti
Partamona peckolti är en biart som först beskrevs av Heinrich Friese 1901.  Partamona peckolti ingår i släktet Partamona och familjen långtungebin. Inga underarter finns listade i Catalogue of Life.

## Bildgalleri

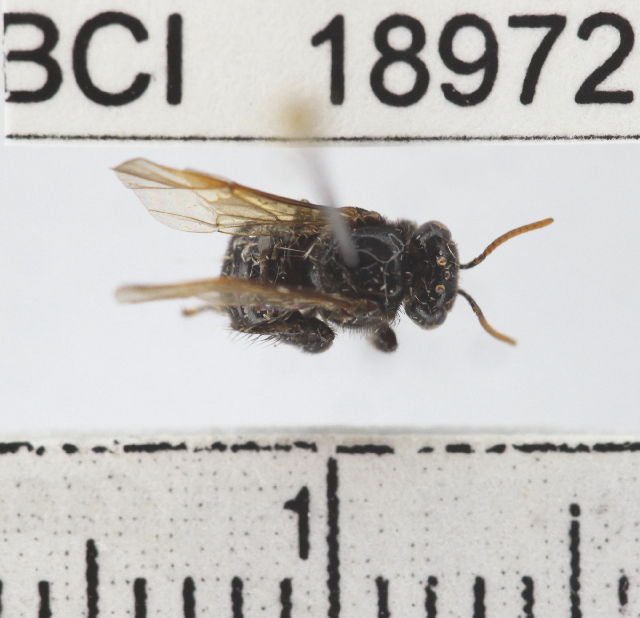